# Fulgurodes virginalis
Fulgurodes virginalis är en fjärilsart som beskrevs av Paul Dognin 1916. Fulgurodes virginalis ingår i släktet Fulgurodes och familjen mätare. Inga underarter finns listade i Catalogue of Life.